# Kellyanne Conway
Kellyanne Elizabeth Conway (Fitzpatrick de naixement, 20 de gener de 1967) és una enquestadora, consultora política i comentarista estatunidenca que va ser consellera del president a l'administració de Donald Trump. N'havia sigut la directora de campanya des de l'agost de 2016; la primera dona en dirigir una campanya presidencial reeixida als Estats Units. Abans havia sigut directora de campanya i estratega al Partit Republicà i presidenta i CEO de Polling Company / WomanTrend.
Conway va viure a la Trump World Tower del 2001 al 2008 i va fer enquestes privades per Trump a finals de 2013, quan estava considerant presentar-se a governador de Nova York. A les primàries presidencials republicanes de 2016, Conway va donar suport a Ted Cruz inicialment i va ser la president d'un comitè d'acció política pro-Cruz. Després que Cruz es retirés de la cursa, Trump la va nomenar assessora sènior i més tard cap de campanya. El 22 de desembre de 2016, Trump va anunciar que Conway s'uniria a la seva administració com a consellera del president. El 29 de novembre de 2017, el fiscal general Jeff Sessions va anunciar que Conway supervisaria les accions de la Casa Blanca per combatre l'epidèmia de sobredosis amb opioïdes. Va ser ascendida a consellera sènior del president el febrer de 2018, després que Steve Bannon dimitís del càrrec.
Des de la investidura de Trump, Conway s'ha vist involucrada en una sèrie de controvèrsies: l'ús de l'expressió "alternative facts" (fets alternatius) per parlar de la massacre de Bowling Green que mai va ocórrer i per afirmar que Michael Flynn tenia la completa confiança del president hores abans que fos acomiadat. Membres del Congrés d'ambdós partits van demanar una investigació de violació ètica després que donés suport públic a productes comercials associats a la filla del president Ivanka Trump. El juny de 2019, l'Oficina del Consell Especial dels Estats Units va recomanar que se la despatxés per violacions múltiples "sense precedents" de la Llei Hatch de 1939.
L'agost de 2020 va anunciar que deixaria la Casa Blanca al final del mes. Aquest anunci va arribar després de mesos de baralla pública entre ells i la seva filla adolescent, Claudia.